# Bénairia
Bénairia (anciennement Flatters pendant la colonisation), est une commune de la wilaya de Chlef en Algérie, située à 40 km au nord-est de Chlef au cœur du massif de la Dahra. Le berbère zénéte est parlé dans la région, la population vit de l'agriculture et de l'élevage. Elle compte 20 000 habitants dont 5 000 habitants vivent à Tafraout.

## Sources, notes et références
1. ↑  « Wilaya de Chlef : répartition de la population résidente des ménages ordinaires et collectifs, selon la commune de résidence et la dispersion ». Données du recensement général de la population et de l'habitat de 2008 sur le site de l'ONS.